# Stilpnogyne bellidioides
Stilpnogyne es un género monotípico de plantas herbáceas perteneciente a la familia de las asteráceas. Su única especie: Stilpnogyne bellidioides, es originaria de Sudáfrica.

## Descripción
Es una planta anual, herbácea que alcanza un tamaño de 5 a 20 cm de altura. Se encuentra a una altitud de 200 - 1450 metros en Sudáfrica.

## Taxonomía
Stilpnogyne bellidioides fue descrita por  Augustin Pyrame de Candolle    y publicado en Publications of the Field Museum of Natural History, Botanical Series 2(8): 327–328. 1912.